# Dessewffy Emil

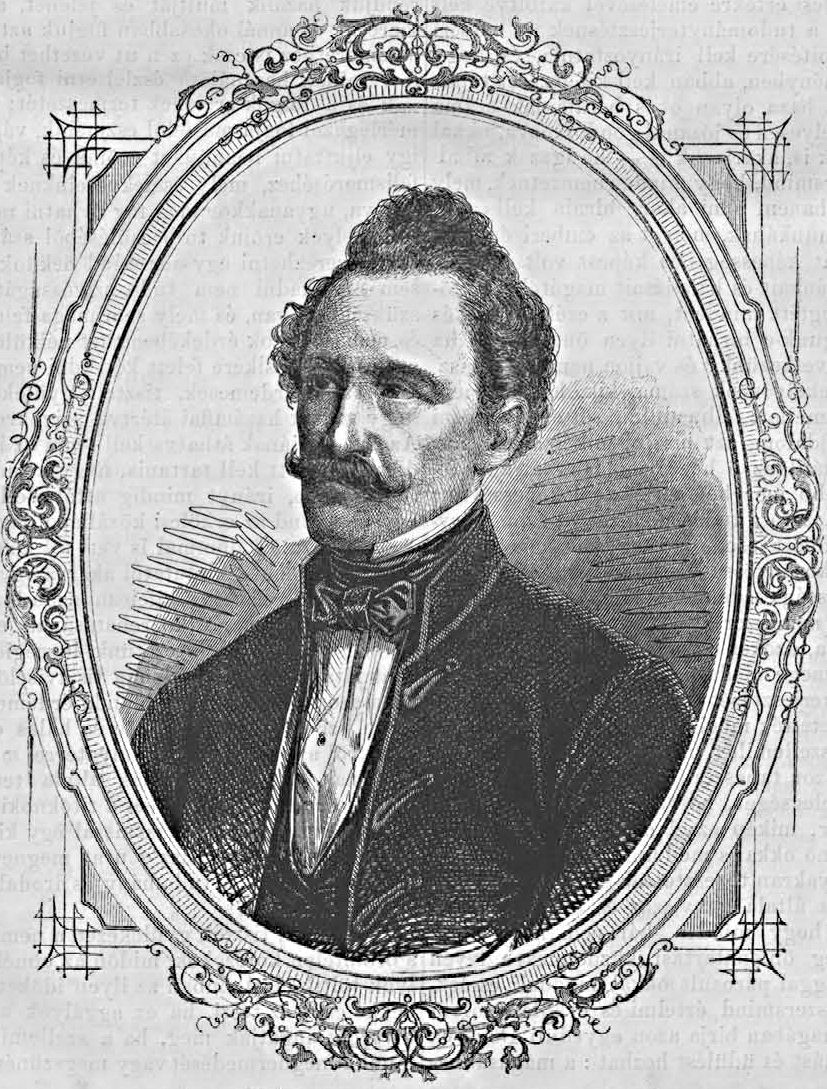
1862-ben készült portréja

Cserneki és tarkői gróf Dessewffy Emil (Eperjes, 1814. február 24. – Pozsony, 1866. január 28.) magyar újságíró, politikus, az MTA tiszteleti tagja és elnöke 1855-től 1866-ig.

## Életpályája
Dessewffy József gróf és Sztáray Eleonóra grófnő harmadik fia. Iskoláit Kassán végezte, ahova utóbb a szülei költöztek. Különleges érzéke volt a latin nyelvhez: 13 éves korában Cicero munkáit fordította magyarra, nagy szorgalommal olvasta a latin remekírókat; kedvenc tantárgyai voltak az államtudományok. Tanulmányainak komoly irányára nagy hatással volt a szülői ház, amelyet a magyar irodalmi és politikai élet jeles képviselői gyakran látogattak. Iskoláit elvégezvén, ismereteinek tökéletesítésére európai országokba utazott, majd azokból visszatérve, Szabolcs vármegyében, apja birtokainak egyikén, Bűdszentmihályon telepedett le, és ott gazdálkodott. A kezelése alá került birtokot, amely csaknem fele részben zsombékkal, csuhéval, kákával és náddal fedett ártér volt, kitartó szorgalommal csatornázások, vízlecsapolások, elégetések, kiszárítások által nemcsak termékennyé, de 16 éven át tartó fáradozással gazdaságát a vidék mintauradalmává is tette. 
A közügyek iránt is érdeklődött. Vármegyéje közgyűléseit látogatta; 1830-ban Teleki József gróf, Szabolcs akkori alispánja a vármegye tiszteletbeli jegyzőjévé nevezte ki. A magyar gazdasági egyesülettel is összeköttetésben állott, amelynek 1835. június 8-án tartott alakuló közgyűlésén választmányi taggá választották. 1836. május 1-jén feleségül vette báró Wenckheim Paulát, báró Wenckheim Béla, későbbi miniszter, majd miniszterelnök lánytestvérét. Ettől fogva sűrűn látogatta a fővárost, ahol huzamosabban tartózkodott és irodalmi munkássága is mind jobban kiteljesedett, különösen miután 1844-ben a Budapesti Híradó szerkesztését is átvette; ezután állandóan Pestre tette át lakását. E lap lett a konzervatív párt legerősebb vezérlapja, amelyet avatott kezekkel vezetett. Mint a mérsékelt konzervatív párt elismert vezéralakja, a nyilvános tanácskozások során sem félt ellenfeleitől; a megyei és az országgyűléseken ugyanazon elveket hirdette, amelyeket az irodalomban. 
A kormány közreműködésével meg akarta szüntetni a nemesi adómentességet, meg akarta váltatni a robotot, s gondoskodni akart bankokról, hitelintézetekről, az ország anyagi érdekeiről. Ám az állami gépezet akkori vezetőinek erélytelensége lehetetlenné tette, hogy ezeket meg is valósítsa. 1845. június 5-én a magyar gazdasági egyesület ismeretterjesztő és földmívelési osztályának elnökéül választották. 1848-ban nem vitt vezető szerepet. Az 1849. márciusi közös birodalmi oktrojált alkotmány kihirdetése után emlékiratot nyújtott be a bécsi kormánynak, amelyben kifejtette, hogy az az alkotmány kivihetetlen és azt tanácsolta, hogy a háború befejezte után adják vissza Magyarországnak az alkotmányát. Az év májusában írásban közölte Alexander Bach miniszterrel aggodalmait annak új tevékenysége miatt. 1850. májusban a királyhoz emlékiratot terjesztett fel, amelyet kívüle 23 elvbarátja írt alá Magyarországnak Ausztriába való beolvasztása ellen.
Mindezen törekvései sikertelenek maradtak. Ekkor visszavonult és bűdszentmihályi jól rendezett uradalmában ismét a mezőgazdaságnak élt. 1851-ben a magyar gazdasági egyesület újjászervezési kísérleténél mégis közreműködött, s az egyesület küldöttjeként részt vett a vámkongresszusi országos bizottságban. 1855. április 16-án a Magyar Tudományos Akadémia elnökéül választották és 1858. december 28-án kinevezték (levelező taggá 1843. október 7-én, tiszteletivé 1858. december 15-én választották meg.) A magyar gazdasági egyesületnek, 1857-ben végre sikerült újjászervezésekor, november 16-ai közgyűlésén, választmányi tagja lett. Elnöke volt az alsó-szabolcsi Tisza-szabályozó társulatnak és 1857-ben elnöke a Tiszaszabályozó társulatok közös nagygyűlésének és egyike azoknak, akik azután a tiszai nagy kölcsönt szervezték és létrehozták; az alsó-szabolcsi társulat pénzügyeit is úgy sikerült rendeznie, hogy az összes Tisza-szabályozó-társulatok közt az volt az egyedüli adósság nélküli. Az 1858–1860 közötti években ő villanyozta fel a közönség áldozatkészségét, és neki köszönhető, hogy az Akadémia 1866-ban új, díszes palotájába beköltözhetett. 
Az országos magyar gazdasági egyesületben érdemeket szerzett a mezőgazdaságra nézve a földbirtokhitel rendezése és a magyar földhitelintézet létrehozása körül, amelynek megalakulásakor annak első elnökévé választották. Az alkotmány visszaállítására irányuló mozgalmaknak, melyeket konzervatív társai egy részével a szabadságharc leverése után szünet nélkül folytatott, ő volt az éltető lelke. Ferenc József 1857-ben tett második magyarországi körútja alkalmával a hozzáintézett nevezetes memorandumnak is ő volt a szerkesztője. Az Ausztriára nézve szerencsétlenül végződött olasz hadjárat után, 1859-ben tervet dolgozott ki, amelyben a monarchia újjáalakításának szükségét, a követendő elveket és a cél elérésére vezető módokat adta elő. Az ő elvei alapján, de tervének gyökeres megváltoztatásával készült az 1860. októberi diploma. 1861-ben tagja volt az országgyűlésnek mint Pozsony képviselője. Itt a Felirati Párt leghatározottabb képviselőinek egyike volt és szónoklataival mint vaskövetkezetességű államférfi tűnt ki. A feloszlatott 1861. évi országgyűlés után társadalmi úton igyekezett hatni az ország anyagi állapotának javítására. Nagy érdemei voltak a földhitelintézet létrejöttében.
Arcképét Grimm metszette kőbe, és a Pollák testvérek adták ki Pesten, 1863-ban; megjelent a Vereby Soma, Magyar Mágnások Életrajzi és Arczképcsarnoka IV. füzetében. Olajképe Barabás Miklóstól a Magyar Tudományos Akadémia képes termében van.

## Emlékezete
Emlékének a Magyar Tudományos Akadémia 1867. január 28-án gyászünnepélyt szentelt, amelyen Eötvös József báró, az akadémiai elnökségben utóda, mondta emlékbeszédét.

## Családja
Felesége Wenckheim Paula (1817. február 22. – 1896. augusztus 22.) volt. Öt gyermekük született:
- Dessewffy Szerafina (1840. április 5. – 1852. februárja)
- Dessewffy Blanka (1842. május 30. – 1917. január 23.)
- Dessewffy Valerie (1843. december 8. – 1912. július 11.)
- Dessewffy Aurél (1846. január 16. – 1928. március 28.) a Magyar Királyság utolsó országbírója
- Dessewffy Marcel (1840-es évek? – ?)

## Munkái
- Néhány szó a közönséghez… Kassa, 1832 (Aurél és Marcel testvéreivel együtt. Ugyanez németül is. Pest, 1833)
- Alföldi levelek (1839–40) és nehány toldalék (1841) Buda, 1842 (A Századunkban megjelent politikai cikkei)
- Parlagi eszmék, igénytelen nézetek, szerénytelen tervek a függő kérdések és az országgyűlése körül. Irta egy conservativ. 1. füzet. Pest, 1843 (név nélkül, németül is. uo., 1843)
- A magyar vám- és kereskedési ügy és annak végeligazítási módja. uo., 1847
- Fizessünk! mennyit becsülettel elbírunk, magunk, magunkért. uo., 1847
- A fenforgó ausztriai kérdésekről. Pest, 1856 (németül: Über die schwebenden österreichischen Finanzfragen. Pest, Wien u. Leipzig, 1856. Ism. M. Sajtó 1856. 206. 209. 213. 219. 224. sz. Székely József)
- Koszorú gróf Dessewffy Aurél emlékének. Pest, 1857
- A magyar tud. akadémia és nemzetiségünk feladatai. Pest, 1866 (Két akadémiai beszéd)

A Budapesti Híradó főszerkesztője (lapvezére) volt 1844. július 2-tól 1847. november 8-ig, de Szenvey József volt a tulajdonképpeni szerkesztő.
Politikai cikkei, amelyek 1830-tól 1848-ig a hírlapokban megjelentek, főleg a nemzetgazdaságiak, méltó helyet foglalnak el irodalmunkban. 1849 után pedig a német lapokban védte a konzervatív politikát. A bécsi Lloydban (1850. 72., 74., 80. sz.) jelent meg politikai cikksorozata, a Sendschreiben des Grafen Emil Dessewffy an den Lloyd über die ungarische Bewegung. Elnöki megnyitó és zárbeszédei az Akadémia ülésein 1858–61. (A M. T. Akadémia Évkönyveiben.) Zárszózat (Kazinczy a magánkörökben. M. Akad. Emlékkönyv Kazinczy Ferencz születése százados ünnepéről. Pest, 1859) Levele gróf Széchenyi István özvegyéhez. (Uj M. Múzeum 1860. II.) Levele Eszterházy Pál herczeghez az akadémiai palota ügyében (P. Napló 1861. 61. sz.) Felhívása a Széchenyi-emlék ügyében (Divatcsarnok, 1861. 9. sz. borítóján), Beadványa Pest városa tanácsához a Széchenyi-szobor ügyében (Ország, 1863. 22. sz.)